# Гаучо
Гаучо (португалско произношение: Гаушу) е популярно наименование на жител на пампасите, Гран Чако или Патагония в Южна Америка, части от днешните държави Аржентина, Уругвай, Чили (природна област Зона Аустрал) и Бразилия (щат Риу Гранди ду Сул). В Бразилия под гаучо (гаушу) се разбира жител на щат Риу Гранди ду Сул.
Гаучосите са подобни на северноамериканските каубои (на испански вакеро), лянеро във Венесуела и Колумбия, уасо в Чили и чаро в Мексико. Като тях, името гаучо се появява през XIX век, когато повечето селяни живеят по този начин, пасейки добитък в обширни имения (естансия или хасиенда) и практикувайки основно лов. Понякога думата „гаучо“ се използва за чимичури, вид сос за пържоли и марината, често срещан в Аржентина.
Днес не е ясно откъде точно идва името гаучо. Вероятни хипотези са мапуче каучу (разбойник), кечуа уачу (сирак) или арабски чаучо (камшик за подкарване на добитък).